# Poa intricata
Poa intricata är en gräsart som beskrevs av Wein. Poa intricata ingår i släktet gröen, och familjen gräs. Inga underarter finns listade i Catalogue of Life.